# 寺津村連続保険金殺人事件
寺津村連続保険金殺人事件（てらづむられんぞくほけんきんさつじんじけん）は、1906年から1912年1月24日にかけて発生した連続保険金殺人事件。

## 事件
1912年1月24日、山形県東村山郡寺津村（現：天童市南西端）の地主・鈴木正三宅で正三の姉・もえが死亡、死因に不審を抱いた警察が正三を取り調べると、亜硫酸入りの団子を食べさせた事が判明、正三はもえに2500円と3000円の生命保険をかけており、保険金取得のための殺人であった、警察当局はさらに正三を追及した、6年前から正三の家では4人が次々と不審死しており、正三は4人を保険金目当てで毒殺したことを自供した、最初の犯罪は1906年5月29日に末弟・登一郎の毒殺を毒殺したことであり、正三は5000円の保険金を得たことで味をしめた、同年8月18日に妊娠中の妻くのを毒殺し保険金5000円を取得、1908年8月31日には次弟・庄太郎を毒殺し保険金1500円を取得、1908年12月10日には長女・やえ（18歳）を毒殺し1000円を取得また後妻のきみの弟である徳之助も毒殺しようと2回試みたが、機会がなく果たすことが出来なかった。犯行発覚時、正三は38歳であり郡会議員まで務めた村の名士であったことが、犯行の発覚を遅らせたという、毒殺の凶器として使われた亜砒酸は叔父の医者から入手、叔父も共犯の容疑者として逮捕されたが、正三の単独犯であることがわかり無罪となった。1912年2月6日に正三に死刑判決が言い渡され、1914年1月25日に死刑が執行された。